# Alejandro Burgos
Alejandro Burgos Ramírez (* 27. Oktober 2000 in Madrid) ist ein spanischer Eishockeyspieler, der seit 2019 bei Étoile Noire de Strasbourg in der französischen Division 1, der zweithöchsten Spielklasse des Landes, unter Vertrag steht.

## Karriere
Alejandro Burgos begann seine Karriere als Eishockeyspieler bei Anglet Hormadi Élite, für den er zunächst in französischen Nachwuchsligen spielte. 2017 wurde er mit den meisten Toren und Vorlagen auch Topscorer der französischen U17-Liga. In der Spielzeit 2017/18 absolvierte er erste Spiele in der französischen Division 1, der zweithöchsten Spielklasse des Landes. Nach dem Aufstieg in die Ligue Magnus spielte er mit dem Team aus dem äußersten Südwesten Frankreichs in der höchsten Spielklasse des Landes. 2019 wechselte er zum Zweitligisten Étoile Noire de Strasbourg, wurde aber auf Leihbasis auch einmal von der Association pour le Développement du Hockey Mulhousien in der Ligue Magnus eingesetzt.

### International
Für Spanien nahm Burgos im Juniorenbereich an den U18-Junioren-Weltmeisterschaften der Division II 2015, 2016 und 2017 sowie den U20-Junioren-Weltmeisterschaften der Division II 2016, 2017, 2018 und 2019 teil.
Im Seniorenbereich stand er erstmals bei der Weltmeisterschaft 2019 im Aufgebot seines Landes bei den Weltmeisterschaften der Division II. Zudem vertrat er seine Farben bei der Olympiaqualifikation für die Winterspiele in Peking 2022. Bei der Weltmeisterschaft 2023, als ihm mit den Iberern nach zwölf Jahren die Rückkehr in die Division I gelang, spielte er erneut in der Division II.

## Erfolge
- 2017 Topscorer, Torschützenkönig und bester Vorlagengeber der französischen U17-Liga
- 2018 Aufstieg in die Division II, Gruppe A, bei der U20-Weltmeisterschaft der Division II, Gruppe B
- 2018 Aufstieg in die Ligue Magnus mit Anglet Hormadi Élite
- 2023 Aufstieg in die Division I, Gruppe B, bei der Weltmeisterschaft der Division II, Gruppe A